# La otra conquista
La otra conquista és una pel·lícula mexicana, dirigida per Salvador Carrasco i estrenada en 1998.

## Sinopsi
Mèxic 1521, Topiltzin i el seu poble sofreixen 'l'altra conquesta', la conquesta espiritual, per part dels espanyols i la pel·lícula narra la imposició de la nova cultura i religió als costums del seu poble. Narra la conquesta espanyola a Mèxic (1521) des de la perspectiva asteca, i mostra la lluita de Topiltzin, un fill de l'emperador Moctezuma, per preservar la identitat religiosa i cultural del seu poble davant l'arribada dels espanyols.

## Temes importants
La otra conquista tracta sobre la manera en què Topiltzin va acabar per creure en la Mare de Déu, buscant el seu propi camí fins a la “gran senyora de pell blanca”; un altre camí, no el d'adorar en secret als déus morts, ni el que li dictaven els religiosos, els nous senyors estrangers. Ho simbolitza l'escena final, on el protagonista li lleva la corona a la imatge de la Verge i la porta amb si a la seva habitació tenint-la per a ell només, on se li queda mirant retenidamente i es deixa caure l'estàtua en tot el cos llevant-se així la vida. Va morir vestit a l'antiga creença.

## Rodatge i escenaris
Filmada en 1997 en locaciones del Districte Federal (Basílica de Guadalupe, Coyoacán, Xochimilco); Estat de Morelos (Tepoztlán, Xochicalco); Estat de Mèxic (Ex-convent d'Acolman, Ex-hisenda de Santa Mónica, Tepotzotlán, Tenayuca).

## Recepció de la seva estrena
La seva estrena inicial a Mèxic en 1999 i reestrena en 2008 van tenir molt bona acceptació. Donat l'èxit comercial i l'acceptació de la crítica internacional, va sortir en DVD el 16 d'octubre del mateix any.